# Emblème de la Syrie
L'emblème de la Syrie, se présente un aigle doré, aux ailes composées de quatorze plumes représentant les quatorze gouvernorats de la Syrie, surmontée de trois étoiles en référence au drapeau national. Elles sont utilisées par le Gouvernement de transition syrien depuis le 3 juillet 2025.
Ce nouvel emblème a été présenté le 3 juillet, lors d’une cérémonie au palais présidentiel de Damas, par le président Ahmed al-Charaa. La cérémonie a été retransmise dans les grandes villes du pays, comme Damas, Alep ou Homs, et est présentée comme le début d’une nouvelle ère pour la Syrie, marquée par une nouvelle identité visuelle.
Cette nouvelle représentation marque une rupture nette avec les usages traditionnels de la symbolique du monde arabe, notamment l’abandon du faucon de Quraych (en), symbole panarabe utilisé depuis 1945, au profit d’un aigle doré. Ce dernier fait référence à l’époque de la conquête musulmane du Levant par le Califat des bien guidés, lorsque la région était symboliquement représentée par un aigle doré.

## Galerie

République syrienne (1945-1958)
République arabe unie (1958-1961)
République arabe syrienne (1961-1963)
République arabe syrienne (1963-1972)
Union des Républiques Arabes (1972-1980)
République arabe syrienne (1980-2024)
Ancien sceau du président de la République
Ancien sceau du Premier ministre
République arabe syrienne (2024-2025)
République arabe syrienne (depuis 2025)